# Cúmulo abierto M35
Messier 35 (también conocido como M 35, o NGC 2168) es un cúmulo abierto en la constelación de Géminis. Fue descubierto por Philippe Loys de Chéseaux en 1745 y redescubierto independientemente por John Bevis antes de 1750.
M35 contiene varios cientos de estrellas (Åke Wallenquist ha contado 120 con magnitud aparente superior a 13) dispersas en el área que cubre la luna llena (28 arcmin). El Sky Catalogue 2000.0 y la primera edición de Uranometría 2000.0 conceden 200 miembros. A una distancia de unos 2800 años luz de la Tierra corresponde a un diámetro de cerca de 24 años luz. El cúmulo tiene una edad de entre 95 y 110 millones de años y contiene algunas estrellas que ya han abandonado la secuencia principal, entre las que se incluyen varias gigantes amarillas y naranjas de tipo espectral G tardío o K temprano. Su tipo Trumpler es III 3 r, y se aproxima a nosotros a razón de 5 km/s.